# Lukovo (Raška)
Pour les articles homonymes, voir Lukovo.
Lukovo (en serbe cyrillique : Луково) est un village de Serbie situé dans la municipalité de Raška, district de Raška. Au recensement de 2011, il comptait 20 habitants.

## Démographie
| 1948 | 1953 | 1961 | 1971 | 1981 | 1991 | 2002 | 2011 |
| ---- | ---- | ---- | ---- | ---- | ---- | ---- | ---- |
| 162  | 188  | 176  | 144  | 88   | 52   | 38   | 20   |

|  |